# Romain Grange
Romain Grange, né le 21 juillet 1988 à Châteauroux, est un footballeur français évoluant au poste de milieu offensif.

## Biographie
Romain Grange est le fils de Francis Grange, ancien footballeur. Il intègre l'Institut du Football Régional (IFR) de Châteauroux dès l'âge de 13 ans. C'est dans ce pôle espoir qu'il se fait remarquer.

### LB Châteauroux
Il intègre ensuite le centre de formation de la Berrichonne de Châteauroux, évoluant alors en Ligue 2. Après avoir passé toutes les étapes de formation, c'est en CFA 2 que Dominique Bijotat, entraîneur de l'équipe première, le remarque et décide de l'appeler avec l'effectif professionnel en mars 2009. Il participe à 3 matchs et signe son premier contrat professionnel, d'une durée d'un an. Il est à l'origine de la passe décisive du 1er but de la saison lors du match contre le RC Strasbourg, le 7 août 2009, d'un corner. Il récidive lors du second match de la saison face à Sedan. Lors de la 6e journée de Ligue 2, il marque son premier but, contre Brest, à la 78e minute, permettant à son équipe d'égaliser. Il conclut cette première saison avec les professionnels avec 4 buts et 5 passes décisives en 19 apparitions (dont 13 titularisations). Il enchaine par deux saisons pleines avec 65 matchs de Ligue 2, 7 buts et 7 passes décisives. 

### AS Nancy-Lorraine
Le 23 mai 2012, il rejoint pour 3 saisons le club de l'AS Nancy-Lorraine. Peu utilisé par l'entraîneur lorrain Jean Fernandez pendant la première partie de saison, il s'impose comme titulaire dans le système de Patrick Gabriel. Mi-février 2013, il est victime d'un claquage qui l'éloigne des terrains pendant 6 semaines. Il fait son retour dans le groupe professionnel à l'occasion du match Rennes-Nancy le 30 mars 2013. Il suit l'équipe malgré la descente en Ligue 2 à l'issue de la saison. Régulièrement freiné par quelques blessures, il n'entre pas dans les plans de Pablo Correa, en concurrence avec Jeff Louis, Lossémy Karaboué ou encore Alexandre Cuvillier.
En fin de contrat, il signe au Paris FC le 3 juin 2015 pour une année plus une en option. Cadre de l'équipe francilienne avec 25 titularisations en championnat pour 6 buts inscrits et une passe décisive délivrée, ses performances et celles de ses coéquipiers ne permettent pas d'éviter un retour en National.

### Chamois niortais
Le 8 juin 2016, il prend la direction des Chamois niortais en y paraphant un contrat de 3 ans et y retrouve Denis Renaud, entraîneur des Parisiens de juin à décembre 2015,.

### Sporting de Charleroi, Grenoble Foot 38 et LB Châteauroux
Auteur d'un excellent début de saison, 4 buts et 6 passes décisives en 17 apparitions, il signe le 5 janvier 2018 au Sporting de Charleroi, en Belgique, un contrat de deux ans et demi assorti d'une année en option. Il y pallie le départ de Clément Tainmont vers le KV Malines. Avec seulement huit apparitions cette saison et souhaitant se relancer, Romain Grange est officiellement prêté pour les six derniers mois de la saison 2018-2019 au Grenoble Foot 38 le 9 janvier 2019.
Son prêt achevé avec un bilan correct, il revient au Sporting dans l'espoir de pouvoir enfin s'exprimer.
Mais malgré l'arrivée du nouvel entraîneur, Romain Grange n'est pas repris  lors des 2 premiers matchs du championnat.
Il quitte le club le 7 août 2019 pour retourner à LB Châteauroux, en Ligue 2.

## Carrière
| Saison                | Club                    | Championnat           | Championnat | Championnat | Coupe nationale | Coupe nationale | Coupe de la Ligue | Coupe de la Ligue | Total | Total |
| Saison                | Club                    | Division              | M.          | B.          | M.              | B.              | M.                | B.                | M.    | B.    |
| 2008-2009             | LB Châteauroux          | Ligue 2               | 3           | 0           | -               | -               | -                 | -                 | 3     | 0     |
| 2009-2010             | LB Châteauroux          | Ligue 2               | 19          | 4           | 1               | 0               | 1                 | 0                 | 21    | 4     |
| 2010-2011             | LB Châteauroux          | Ligue 2               | 34          | 4           | 2               | 1               | 1                 | 0                 | 37    | 5     |
| 2011-2012             | LB Châteauroux          | Ligue 2               | 31          | 3           | 5               | 2               | 1                 | 0                 | 37    | 5     |
| Sous-total            | Sous-total              | Sous-total            | 87          | 11          | 8               | 3               | 3                 | 0                 | 98    | 14    |
| 2012-2013             | AS Nancy-Lorraine       | Ligue 1               | 20          | 2           | 2               | 0               | 1                 | 0                 | 23    | 2     |
| 2013-2014             | AS Nancy-Lorraine       | Ligue 2               | 12          | 0           | 2               | 0               | 1                 | 0                 | 15    | 0     |
| 2014-2015             | AS Nancy-Lorraine       | Ligue 2               | 22          | 3           | 1               | 0               | 2                 | 1                 | 25    | 4     |
| Sous-total            | Sous-total              | Sous-total            | 54          | 5           | 5               | 0               | 4                 | 1                 | 63    | 6     |
| 2015-2016             | Paris FC                | Ligue 2               | 30          | 6           | 2               | 0               | 1                 | 0                 | 33    | 6     |
| 2016-2017             | Chamois niortais        | Ligue 2               | 33          | 3           | 4               | 1               | 1                 | 0                 | 38    | 4     |
| 2017-2018             | Chamois niortais        | Ligue 2               | 17          | 4           | 2               | 2               | 1                 | 1                 | 20    | 7     |
| Sous-total            | Sous-total              | Sous-total            | 50          | 7           | 6               | 3               | 2                 | 1                 | 58    | 11    |
| 2017-2018             | Sporting de Charleroi   | Jupiler Pro League    | 10          | 0           | -               | -               | -                 | -                 | 10    | 0     |
| 2018-2019             | Sporting de Charleroi   | Jupiler Pro League    | 8           | 0           | 1               | 0               | -                 | -                 | 9     | 0     |
| Sous-total            | Sous-total              | Sous-total            | 18          | 0           | 1               | 0               | -                 | -                 | 19    | 0     |
| 2018-2019             | Grenoble Foot 38 (prêt) | Ligue 2               | 18          | 4           | -               | -               | -                 | -                 | 18    | 4     |
| 2019-2020             | LB Châteauroux          | Ligue 2               | 25          | 5           | 1               | 1               | 1                 | 0                 | 27    | 6     |
| 2020-2021             | LB Châteauroux          | Ligue 2               | 30          | 6           | -               | -               | -                 | -                 | 30    | 6     |
| 2021-2022             | LB Châteauroux          | National              | -           | -           | -               | -               | -                 | -                 | 0     | 0     |
| 2022-2023             | LB Châteauroux          | National              | 14          | 3           | 3               | 1               | -                 | -                 | 17    | 4     |
| Sous-total            | Sous-total              | Sous-total            | 69          | 14          | 4               | 2               | 1                 | 0                 | 74    | 16    |
| Total sur la carrière | Total sur la carrière   | Total sur la carrière | 326         | 47          | 26              | 8               | 11                | 2                 | 363   | 57    |